# ميلزو
ميلزو ( لومبارد   [ˈmɛls] ) هي مدينة (بلدية) في مقاطعة ميلانو وفي منطقة لومباردي الإيطالية ، وتقع على بعد حوالي 20 كيلومتر (12 ميل) من شرق ميلانو . واعتبارًا من 31 ديسمبر 2004 ، كان عدد سكانها قرابة 18400 نسمة وتقدر مساحتها بـ 9.7 كيلومتر مربع (3.7 ميل2) . 
وتقع ميلزو على حدود البلديات التالية: جورجونزولا و بوزولو مارتيسانا و كاسينا دي بيكي و فيجنات و تروكازانو و ليسكيت .
وحصلت ميلزو على اللقب الفخري للمدينة بمرسوم رئاسي في 14 مارس 1952. و تخدمها سكة حديد ميلزو .

## المدن المتشابهة
- فيلافرانكا ديل بينديس ، إسبانيا

## روابط خارجية
- www.comune.melzo.mi.it